# 第19回衆議院議員総選挙
第19回衆議院議員総選挙（だい19かいしゅうぎいんぎいんそうせんきょ）は、1936年（昭和11年）2月20日に日本で行われた帝国議会（衆議院）議員の総選挙である。

## 概説
1936年（昭和11年）1月21日、立憲政友会は衆議院に岡田内閣不信任案を提出した。衆議院の任期満了が近づいていたこともあり、岡田啓介首相は衆議院を解散した。
前年、岡田内閣は選挙の腐敗を是正する為、革新官僚（新官僚）の働きかけの下、選挙粛正（選挙革正）をスローガンとする選挙粛正委員会令を昭和10年5月8日に勅令第110号として公布し、選挙粛正委員会を道府県単位で設置し、更に選挙粛正中央連盟（会長・斎藤実前首相）を結成していた。
第19回総選挙は選挙粛清中央連盟下で行われる初の選挙となり、買収・供応の取り締まりなどが行われ、政党も連盟の監視を意識しながら選挙戦を戦う事となったが、それはあたかも選挙粛正中央連盟下で総選挙が運営されているかのような様相を呈していた。
各党とも挙国一致体制の確立を掲げており、野党・政友会も政府に対しては「挙国一致性において、岡田内閣は弱体である。」と消極的な態度を取っていた。また軍部・革新官僚に対してもやや迎合的な姿勢が見られた。
総選挙の結果、与党であった立憲民政党が第一党となり、逆に政友会は鈴木喜三郎総裁が落選するなどの大打撃を受けた。このため、岡田内閣の政権基盤は安定化すると思われたが、総選挙からわずか6日後、二・二六事件が発生し、岡田内閣は総辞職する事となる。
北海道の色丹島で初めて総選挙が実施された。

## 選挙データ

### 内閣
- 岡田内閣

### 解散日
- 1936年（昭和11年）1月21日

### 公示日
- 1936年（昭和11年）1月22日

### 投票日
- 1936年（昭和11年）2月20日

### 改選数
- 466

### 選挙制度
- 中選挙区制
- 普通投票（男性のみ）
  - 満25歳以上の男性
  - 有権者　14,479,553

## 党派別獲得議席
- 立憲民政党 205議席[2]

　　総裁＝町田忠治、幹事長＝川崎卓吉
- 立憲政友会 174議席[2]

　　総裁＝鈴木喜三郎、幹事長＝松野鶴平
- 昭和会 20議席[2]
- 社会大衆党 18議席[2]

　　委員長＝安部磯雄、書記長＝麻生久
- 国民同盟 15議席[2]

　　総裁＝安達謙蔵
- 諸派 6議席[2]
- 中立（無所属） 28議席[2]

## 議員

### 当選者
立憲民政党   立憲政友会   昭和会   社会大衆党   国民同盟   諸派   中立 
| 北海道   | 1区  | 一柳仲次郎   | 沢田利吉     | 山本厚三     | 岡田伊太郎   |              | 2区 | 東武         | 林路一         | 浅川浩     | 坂東幸太郎 |          |
| 北海道   | 3区  | 大島寅吉     | 渡辺泰邦     | 登坂良作     |              |              | 4区 | 手代木隆吉   | 岡田春夫       | 南条徳男   | 深沢吉平   | 北勝太郎 |
| 北海道   | 5区  | 南雲正朔     | 東条貞       | 三井徳宝     | 尾崎天風     |              |     |              |                |            |            |          |
| 青森県   | 1区  | 工藤鉄男     | 小笠原八十美 | 藤井達二     |              |              | 2区 | 兼田秀雄     | 工藤十三雄     | 菊池良一   |            |          |
| 岩手県   | 1区  | 田子一民     | 八角三郎     | 菊池長右衛門 |              |              | 2区 | 松川昌藏     | 鶴見祐輔       | 志賀和多利 | 三鬼鑑太郎 |          |
| 宮城県   | 1区  | 内ヶ崎作三郎 | 守屋栄夫     | 菅原傳       | 宮沢清作     | 佐々木家寿治 | 2区 | 小山倉之助   | 村松久義       | 大石倫治   |            |          |
| 秋田県   | 1区  | 町田忠治     | 信太儀右衛門 | 中川重春     | 中田儀直     |              | 2区 | 川俣清音     | 小山田義孝     | 土田荘助   |            |          |
| 山形県   | 1区  | 高橋熊次郎   | 西方利馬     | 木村武雄     | 佐藤啓       |              | 2区 | 松岡俊三     | 熊谷直太       | 清水徳太郎 | 奥山亀蔵   |          |
| 福島県   | 1区  | 粟山博       | 堀切善兵衛   | 菅野善右衛門 |              |              | 2区 | 八田宗吉     | 仲西三良       | 助川啓四郎 | 湊季松     | 林平馬   |
| 福島県   | 3区  | 比佐昌平     | 氏家清       | 鈴木辰三郎   |              |              |     |              |                |            |            |          |
| 茨城県   | 1区  | 内田信也     | 豊田豊吉     | 中崎俊秀     | 宮古啓三郎   |              | 2区 | 中井川浩     | 石井三郎       | 山崎猛     |            |          |
| 茨城県   | 3区  | 風見章       | 飯村五郎     | 山本粂吉     | 佐藤洋之助   |              |     |              |                |            |            |          |
| 栃木県   | 1区  | 船田中       | 高田耘平     | 大門恒作     | 岡田喜久治   | 坪山徳弥     | 2区 | 松村光三     | 木村浅七       | 高松長三   | 森下國雄   |          |
| 群馬県   | 1区  | 中島知久平   | 青木精一     | 飯塚春太郎   | 清水留三郎   | 生方大吉     | 2区 | 最上政三     | 畑桃作         | 木檜三四郎 | 篠原義政   |          |
| 埼玉県   | 1区  | 松永東       | 宮崎一       | 高橋泰雄     | 鈴木康太郎   |              | 2区 | 高橋守平     | 横川重次       | 石坂養平   | 綾川武治   |          |
| 埼玉県   | 3区  | 野中徹也     | 出井兵吉     | 山森利一     |              |              |     |              |                |            |            |          |
| 千葉県   | 1区  | 多田満長     | 篠原陸朗     | 川島正次郎   | 本多貞次郎   |              | 2区 | 吉植庄亮     | 今井健彦       | 鵜沢宇八   |            |          |
| 千葉県   | 3区  | 岩瀬亮       | 土屋清三郎   | 池田清秋     | 小高長三郎   |              |     |              |                |            |            |          |
| 神奈川県 | 1区  | 岡崎憲       | 戸井嘉作     | 飯田助夫     |              |              | 2区 | 小泉又次郎   | 片山哲         | 川口義久   | 野田武夫   |          |
| 神奈川県 | 3区  | 岡崎久次郎   | 平川松太郎   | 胎中楠右衛門 | 河野一郎     |              |     |              |                |            |            |          |
| 山梨県   | 全県 | 笠井重治     | 田邊七六     | 堀内良平     | 平野力三     | 今井新造     |     |              |                |            |            |          |
| 東京府   | 1区  | 河野密       | 渡辺銕蔵     | 原玉重       | 立川太郎     | 橋本祐幸     | 2区 | 安部磯雄     | 中島弥団次     | 鳩山一郎   | 駒井重次   | 長野高一 |
| 東京府   | 3区  | 頼母木桂吉   | 安藤正純     | 田川大吉郎   | 小坂梅吉     |              | 4区 | 浅沼稲次郎   | 真鍋儀十       | 森兼道     | 太田信治郎 |          |
| 東京府   | 5区  | 加藤勘十     | 麻生久       | 斯波貞吉     | 牧野賤男     | 伊藤武七郎   | 6区 | 中村梅吉     | 鈴木文治       | 前田米蔵   | 佐藤正     | 田中源   |
| 東京府   | 7区  | 八並武治     | 津雲国利     | 山口久吉     |              |              |     |              |                |            |            |          |
| 新潟県   | 1区  | 山本悌二郎   | 北昤吉       | 松井郡治     |              |              | 2区 | 小柳牧衛     | 松木弘         | 佐藤与一   | 高岡大輔   |          |
| 新潟県   | 3区  | 大竹貫一     | 内藤久一郎   | 三宅正一     | 山田又司     | 佐藤謙之輔   | 4区 | 増田義一     | 川合直次       | 武田徳三郎 |            |          |
| 富山県   | 1区  | 野村嘉六     | 寺島権蔵     | 石坂豊一     |              |              | 2区 | 松村謙三     | 島田七郎右衛門 | 土倉宗明   |            |          |
| 石川県   | 1区  | 永井柳太郎   | 箸本太吉     | 神保重吉     |              |              | 2区 | 桜井兵五郎   | 益谷秀次       | 喜多壯一郎 |            |          |
| 福井県   | 全県 | 福田耕       | 添田敬一郎   | 猪野毛利栄   | 斎藤直橘     | 熊谷五右衛門 |     |              |                |            |            |          |
| 長野県   | 1区  | 松本忠雄     | 田中邦治     | 田中弥助     |              |              | 2区 | 小山邦太郎   | 小山亮         | 春日俊文   |            |          |
| 長野県   | 3区  | 宮沢胤勇     | 木下信       | 北原阿智之助 | 中原謹司     |              | 4区 | 畔田明       | 植原悦二郎     | 百瀬渡     |            |          |
| 岐阜県   | 1区  | 山田道兄     | 清寛         | 大野伴睦     |              |              | 2区 | 木村作次郎   | 伊藤東一郎     | 加藤賢司   |            |          |
| 岐阜県   | 3区  | 牧野良三     | 日比野民平   | 古屋慶隆     |              |              |     |              |                |            |            |          |
| 静岡県   | 1区  | 平野光雄     | 山口忠五郎   | 深沢豊太郎   | 小久江美代吉 | 宮本雄一郎   | 2区 | 高木粂太郎   | 春名成章       | 勝又春一   | 山崎釼二   |          |
| 静岡県   | 3区  | 太田正孝     | 坂下仙一郎   | 倉元要一     | 永田善三郎   |              |     |              |                |            |            |          |
| 愛知県   | 1区  | 小山松寿     | 加藤鐐五郎   | 椎尾弁匡     | 服部崎市     | 瀬川嘉助     | 2区 | 丹下茂十郎   | 服部英明       | 山田佐一   |            |          |
| 愛知県   | 3区  | 瀧正雄       | 加藤鯛一     | 渡辺玉三郎   |              |              | 4区 | 岡本実太郎   | 武富済         | 小林錡     |            |          |
| 愛知県   | 5区  | 鈴木正吾     | 大口喜六     | 杉浦武雄     |              |              |     |              |                |            |            |          |
| 三重県   | 1区  | 加藤久米四郎 | 片岡恒一     | 川崎克       | 松田正一     | 服部米次郎   | 2区 | 尾崎行雄     | 長井源         | 浜田国松   | 角源泉     |          |
| 滋賀県   | 全県 | 堤康次郎     | 青木亮貫     | 森幸太郎     | 田中養達     | 服部岩吉     |     |              |                |            |            |          |
| 京都府   | 1区  | 水谷長三郎   | 中村三之丞   | 福田関次郎   | 西村金三郎   | 川橋豊治郎   | 2区 | 川崎末五郎   | 田中好         | 池本甚四郎 |            |          |
| 京都府   | 3区  | 津原武       | 村上国吉     | 芦田均       |              |              |     |              |                |            |            |          |
| 大阪府   | 1区  | 田万清臣     | 枡谷寅吉     | 一松定吉     |              |              | 2区 | 紫安新九郎   | 山本芳治       | 木村吉太郎 |            |          |
| 大阪府   | 3区  | 池崎忠孝     | 内藤正剛     | 塚本重蔵     | 上田孝吉     |              | 4区 | 吉川吉郎兵衛 | 中山福蔵       | 川村保太郎 | 森田政義   |          |
| 大阪府   | 5区  | 杉山元治郎   | 勝田永吉     | 田中萬逸     | 岩崎幸治郎   |              | 6区 | 松田竹千代   | 井阪豊光       | 古藤増治郎 |            |          |
| 兵庫県   | 1区  | 河上丈太郎   | 浜野徹太郎   | 中井一夫     | 野田文一郎   | 中亥歳男     | 2区 | 前田房之助   | 蔭山貞吉       | 原淳一郎   | 立川平     |          |
| 兵庫県   | 3区  | 小林絹治     | 柏木清治     | 青木雷三郎   |              |              | 4区 | 清瀬一郎     | 田中武雄       | 古河和一郎 | 小畑虎之助 |          |
| 兵庫県   | 5区  | 斎藤隆夫     | 若宮貞夫     | 植村嘉三郎   |              |              |     |              |                |            |            |          |
| 奈良県   | 全県 | 江藤源九郎   | 松尾四郎     | 八木逸郎     | 服部教一     | 岩本武助     |     |              |                |            |            |          |
| 和歌山県 | 1区  | 西田郁平     | 松山常次郎   | 玉置吉之丞   |              |              | 2区 | 田渕豊吉     | 小山谷蔵       | 三尾邦三   |            |          |
| 鳥取県   | 全県 | 三好栄次郎   | 山枡儀重     | 豊田収       | 由谷義治     |              |     |              |                |            |            |          |
| 島根県   | 1区  | 原夫次郎     | 木村小左衛門 | 櫻内幸雄     |              |              | 2区 | 升田憲元     | 俵孫一         | 島田俊雄   |            |          |
| 岡山県   | 1区  | 久山知之     | 岡田忠彦     | 片山一男     | 行吉角治     | 黒田寿男     | 2区 | 西村丹治郎   | 犬養健         | 小川郷太郎 | 星島二郎   | 小谷節夫 |
| 広島県   | 1区  | 古田喜三太   | 荒川五郎     | 名川侃市     | 岸田正記     |              | 2区 | 望月圭介     | 田中貢         | 山道襄一   | 肥田琢司   |          |
| 広島県   | 3区  | 土屋寛       | 作田高太郎   | 永山忠則     | 横山金太郎   | 宮澤裕       |     |              |                |            |            |          |
| 山口県   | 1区  | 西川貞一     | 久原房之助   | 高良宗七     | 村岡吾一     |              | 2区 | 西村茂生     | 窪井義道       | 国光五郎   | 児玉右二   | 中野治介 |
| 徳島県   | 1区  | 田村秀吉     | 紅露昭       | 生田和平     |              |              | 2区 | 秋田清       | 真鍋勝         | 高島兵吉   |            |          |
| 香川県   | 1区  | 小西和       | 戸沢民十郎   | 宮脇長吉     |              |              | 2区 | 三土忠造     | 矢野庄太郎     | 山下谷次   |            |          |
| 愛媛県   | 1区  | 武知勇記     | 大本貞太郎   | 松田喜三郎   |              |              | 2区 | 河上哲太     | 村上紋四郎     | 小野寅吉   |            |          |
| 愛媛県   | 3区  | 本多真喜雄   | 砂田重政     | 山村豊次郎   |              |              |     |              |                |            |            |          |
| 高知県   | 1区  | 大石大       | 富田幸次郎   | 田村實       |              |              | 2区 | 佐竹晴記     | 林譲治         | 尾崎重美   |            |          |
| 福岡県   | 1区  | 中野正剛     | 藤勝栄       | 松本治一郎   | 前田幸作     |              | 2区 | 亀井貫一郎   | 田島勝太郎     | 高野喜六   | 石井徳久次 | 田尻生五 |
| 福岡県   | 3区  | 山崎達之輔   | 岡幸三郎     | 鶴惣市       | 沖蔵         | 野田俊作     | 4区 | 勝正憲       | 末松偕一郎     | 片山秀太郎 | 末次虎太郎 |          |
| 佐賀県   | 1区  | 池田秀雄     | 中野邦一     | 田中亮一     |              |              | 2区 | 中村又一     | 藤生安太郎     | 愛野時一郎 |            |          |
| 長崎県   | 1区  | 西岡竹次郎   | 倉成庄八郎   | 馬場元治     | 中村不二男   | 本田英作     | 2区 | 牧山耕蔵     | 森肇           | 富田等平   | 佐保畢雄   |          |
| 熊本県   | 1区  | 安達謙蔵     | 木村正義     | 松野鶴平     | 大麻唯男     | 石坂繁       | 2区 | 中野猛雄     | 上塚司         | 三善信房   | 蔵原敏捷   | 伊豆富人 |
| 大分県   | 1区  | 一宮房治郎   | 金光庸夫     | 小野廉       | 朝倉毎人     |              | 2区 | 綾部健太郎   | 清瀬規矩雄     | 重松重治   |            |          |
| 宮崎県   | 全県 | 三浦虎雄     | 伊東岩男     | 田尻藤四郎   | 佐沢定二     | 陣軍吉       |     |              |                |            |            |          |
| 鹿児島県 | 1区  | 松方幸次郎   | 蔵園三四郎   | 井上知治     | 今給黎誠吾   | 中村嘉寿     | 2区 | 東郷実       | 寺田市正       | 冨吉榮二   | 岩元栄次郎 |          |
| 鹿児島県 | 3区  | 金井正夫     | 永田良吉     | 小林三郎     |              |              |     |              |                |            |            |          |
| 沖縄県   | 全県 | 漢那憲和     | 伊礼肇       | 盛島明長     | 仲井間宗一   | 花城永渡     |     |              |                |            |            |          |

#### 補欠当選等
立憲民政党   立憲政友会   諸派   中立 
| 年                                                                                    | 月日  | 選挙区     | 選出       | 新旧別     | 当選者     | 所属党派   | 欠員       | 所属党派   | 欠員事由                |
| ------------------------------------------------------------------------------------- | ----- | ---------- | ---------- | ---------- | ---------- | ---------- | ---------- | ---------- | ----------------------- |
| 1936                                                                                  | 6.26  | 香川2区    | 繰上補充   | 新         | 長尾秀太郎 | 立憲民政党 | 山下谷次   | 立憲政友会 | 1936.6.5死去            |
| 1936                                                                                  | 8.3   | 福岡1区    | 繰上補充   | 元         | 原口初太郎 | 立憲政友会 | 藤勝栄     | 立憲政友会 | 1936.7.12死去           |
| 1936                                                                                  | 9.11  | 岐阜1区    | 繰上補充   | 元         | 匹田鋭吉   | 立憲政友会 | 山田道兄   | 立憲民政党 | 1936.8.27死去           |
| 1936                                                                                  | 9.25  | 奈良全県区 | 繰上補充   | 元         | 福井甚三   | 立憲政友会 | 岩本武助   | 立憲政友会 | 1936.9.6死去            |
| 1936                                                                                  | 10.22 | 長野2区    | 繰上補充   | 元         | 山辺常重   | 立憲民政党 | 春日俊文   | 立憲政友会 | 1936.9.19被選挙資格喪失 |
| 1936                                                                                  | 10.22 | 新潟1区    | 繰上補充   | 元         | 田辺熊一   | 立憲政友会 | 山本悌二郎 | 立憲政友会 | 1936.10.14辞職          |
| 1936                                                                                  | 11.4  | 東京5区    | 繰上補充   | 元         | 鏑木忠正   | 立憲民政党 | 伊藤武七郎 | 立憲民政党 | 1936.10.26死去          |
| 1936                                                                                  | 12.12 | 秋田1区    | 更正決定   | 新         | 石川定辰   | 立憲政友会 | 中田儀直   | 立憲政友会 | 1936.12.5当選無効       |
| 1936                                                                                  | 12.15 | 埼玉3区    | 更正決定   | 元         | 門田新松   | 立憲政友会 | 山森利一   | 立憲民政党 | 1936.12.10当選無効      |
| 1936                                                                                  | 12.19 | 鹿児島2区  | 繰上補充   | 元         | 天辰正守   | 立憲政友会 | 冨吉榮二   | 中立       | 1936.12.12選挙法違反    |
| 1936                                                                                  | 12.25 | 長野4区    | 繰上補充   | 新         | 田中耕     | 立憲養正会 | 畔田明     | 中立       | 1936.12.19死去          |
| 1937                                                                                  | 1.9   | 群馬2区    | 更正決定   | 元         | 木暮武太夫 | 立憲政友会 | 畑桃作     | 立憲政友会 | 1936.12.28当選無効      |
| 1937                                                                                  | 2.22  | 高知1区    | 更正決定   | 新         | 長野長広   | 立憲民政党 | 田村實     | 立憲政友会 | 1937.2.16当選無効       |
| 1937                                                                                  | 2.24  | 北海道5区  | 繰上補充   | 元         | 木下成太郎 | 立憲政友会 | 三井徳宝   | 立憲政友会 | 1937.2.16辞職           |
| 1937                                                                                  | 2.27  | 北海道4区  | 更正決定   | 元         | 板谷順助   | 立憲政友会 | 深沢吉平   | 立憲民政党 | 1937.2.18当選無効       |
| 1937                                                                                  | -     | 千葉1区    | （未実施） | （未実施） | （未実施） | （未実施） | 本多貞次郎 | 立憲政友会 | 1937.2.26死去           |
| 1937                                                                                  | -     | 愛知4区    | （未実施） | （未実施） | （未実施） | （未実施） | 武富済     | 立憲民政党 | 1937.3.2死去            |
| 出典：衆議院・参議院編『議会制度百年史 - 院内会派編衆議院の部』大蔵省印刷局、1990年。 |       |            |            |            |            |            |            |            |                         |

### 初当選
計122名
立憲民政党
55名
- 深沢吉平（北海道4区）
- 南雲正朔（北海道5区）
- 中川重春（秋田1区）
- 土田荘助（秋田2区）
- 仲西三良（福島2区）
- 湊季松（福島2区）
- 山本粂吉（茨城3区）
- 大門恒作（栃木1区）
- 木村浅七（栃木2区）
- 高松長三（栃木2区）
- 森下國雄（栃木2区）

- 鈴木康太郎（埼玉1区）
- 山森利一（埼玉3区）
- 池田清秋（千葉3区）
- 飯田助夫（神奈川1区）
- 野田武夫（神奈川2区）
- 渡辺銕蔵（東京1区）
- 原玉重（東京1区）
- 橋本祐幸（東京1区）
- 長野高一（東京2区）
- 小坂梅吉（東京3区）
- 森兼道（東京4区）

- 伊藤武七郎（東京5区）
- 中村梅吉（東京6区）
- 小柳牧衛（新潟2区）
- 内藤久一郎（新潟3区）
- 喜多壯一郎（石川2区）
- 田中邦治（長野1区）
- 木下信（長野3区）
- 伊藤東一郎（岐阜2区）
- 日比野民平（岐阜3区）
- 高木粂太郎（静岡2区）
- 坂下仙一郎（静岡3区）

- 服部崎市（愛知1区）
- 渡辺玉三郎（愛知3区）
- 片岡恒一（三重1区）
- 長井源（三重2区）
- 角源泉（三重2区）
- 川崎末五郎（京都2区）
- 池本甚四郎（京都2区）
- 木村吉太郎（大阪2区）
- 古藤増治郎（大阪6区）
- 柏木清治（兵庫3区）
- 小畑虎之助（兵庫4区）

- 植村嘉三郎（兵庫5区）
- 升田憲元（島根2区）
- 片山一男（岡山1区）
- 古田喜三太（広島1区）
- 田村秀吉（徳島1区）
- 尾崎重美（高知2区）
- 中野邦一（佐賀1区）
- 中村又一（佐賀2区）
- 愛野時一郎（佐賀2区）
- 朝倉毎人（大分1区）
- 佐沢定二（宮崎全県区）

立憲政友会
30名
- 南条徳男（北海道4区）
- 小笠原八十美（青森1区）
- 藤井達二（青森1区）
- 菊池長右衛門（岩手1区）
- 松川昌藏（岩手2区）
- 中田儀直（秋田1区）
- 吉植庄亮（千葉2区）
- 田中源（東京6区）
- 山口久吉（東京7区）
- 神保重吉（石川1区）

- 田中弥助（長野1区）
- 加藤賢司（岐阜2区）
- 服部米次郎（三重1区）
- 森幸太郎（滋賀全県区）
- 田中好（京都2区）
- 古河和一郎（兵庫4区）
- 行吉角治（岡山1区）
- 高良宗七（山口1区）
- 中野治介（山口2区）
- 藤勝栄（福岡1区）

- 石井徳久次（福岡2区）
- 鶴惣市（福岡3区）
- 沖蔵（福岡3区）
- 片山秀太郎（福岡4区）
- 末次虎太郎（福岡4区）
- 倉成庄八郎（長崎1区）
- 小野廉（大分1区）
- 伊東岩男（宮崎全県区）
- 岩元栄次郎（鹿児島2区）
- 盛島明長（沖縄全県区）

昭和会
2名
- 三鬼鑑太郎（岩手2区）
- 永山忠則（広島3区）

社会大衆党
11名
- 川俣清音（秋田2区）
- 岡崎憲（神奈川1区）
- 河野密（東京1区）
- 浅沼稲次郎（東京4区）
- 麻生久（東京5区）

- 三宅正一（新潟3区）
- 山崎釼二（静岡2区）
- 田万清臣（大阪1区）
- 塚本重蔵（大阪3区）
- 川村保太郎（大阪4区）

- 佐竹晴記（高知2区）

国民同盟
3名
- 高岡大輔（新潟2区）
- 石坂繁（熊本1区）
- 蔵原敏捷（熊本2区）

諸派
5名
- 平野力三（山梨全県区）
- 今井新造（山梨全県区）
- 加藤勘十（東京5区）
- 中原謹司（長野3区）
- 黒田寿男（岡山1区）

中立
16名
- 北勝太郎（北海道4区）
- 木村武雄（山形1区）
- 綾川武治（埼玉2区）
- 笠井重治（山梨全県区）
- 北昤吉（新潟1区）

- 福田耕（福井全県区）
- 小山亮（長野2区）
- 池崎忠孝（大阪3区）
- 西川貞一（山口1区）
- 松本治一郎（福岡1区）

- 前田幸作（福岡1区）
- 岡幸三郎（福岡3区）
- 馬場元治（長崎1区）
- 今給黎誠吾（鹿児島1区）
- 冨吉榮二（鹿児島2区）

- 小林三郎（鹿児島3区）

### 返り咲き・復帰
計68名
立憲民政党
47名
- 一柳仲次郎（北海道1区）
- 沢田利吉（北海道1区）
- 浅川浩（北海道2区）
- 岡田春夫（北海道4区）
- 鶴見祐輔（岩手2区）
- 小山倉之助（宮城2区）
- 信太儀右衛門（秋田1区）
- 奥山亀蔵（山形2区）
- 粟山博（福島1区）
- 氏家清（福島3区）

- 中崎俊秀（茨城1区）
- 生方大吉（群馬1区）
- 最上政三（群馬2区）
- 篠原陸朗（千葉1区）
- 岡崎久次郎（神奈川3区）
- 堀内良平（山梨全県区）
- 太田信治郎（東京4区）
- 松井郡治（新潟1区）
- 佐藤謙之輔（新潟3区）
- 川合直次（新潟4区）

- 寺島権蔵（富山1区）
- 宮沢胤勇（長野3区）
- 北原阿智之助（長野3区）
- 山田道兄（岐阜1区）
- 小久江美代吉（静岡1区）
- 服部英明（愛知2区）
- 岡本実太郎（愛知4区）
- 西村金三郎（京都1区）
- 津原武（京都3区）
- 村上国吉（京都3区）

- 紫安新九郎（大阪2区）
- 田中萬逸（大阪5区）
- 服部教一（奈良全県区）
- 西田郁平（和歌山1区）
- 三好栄次郎（鳥取全県区）
- 土屋寛（広島3区）
- 村岡吾一（山口1区）
- 高島兵吉（徳島2区）
- 小西和（香川1区）
- 松田喜三郎（愛媛1区）

- 小野寅吉（愛媛2区）
- 本多真喜雄（愛媛3区）
- 本田英作（長崎1区）
- 富田等平（長崎2区）
- 一宮房治郎（大分1区）
- 漢那憲和（沖縄全県区）
- 仲井間宗一（沖縄全県区）

立憲政友会
6名
- 東条貞（北海道5区）
- 石坂養平（埼玉2区）
- 胎中楠右衛門（神奈川3区）
- 春日俊文（長野2区）
- 木村作次郎（岐阜2区）

- 肥田琢司（広島2区）

昭和会
1名
- 陣軍吉（宮崎全県区）

社会大衆党
4名
- 片山哲（神奈川2区）
- 鈴木文治（東京6区）
- 水谷長三郎（京都1区）
- 河上丈太郎（兵庫1区）

国民同盟
2名
- 田中養達（滋賀全県区）
- 三浦虎雄（宮崎全県区）

諸派
1名
- 大石大（高知1区）

中立
7名
- 渡辺泰邦（北海道3区）
- 田川大吉郎（東京3区）
- 畔田明（長野4区）
- 椎尾弁匡（愛知1区）
- 杉浦武雄（愛知5区）

- 田渕豊吉（和歌山2区）
- 松方幸次郎（鹿児島1区）

### 引退・不出馬
計40名
立憲民政党
13名
- 恩賀徳之助（北海道3区）
- 小池仁郎[注釈 1]（北海道5区）
- 岩切重雄（神奈川2区）
- 鈴木富士彌（東京5区）
- 山田助作（新潟1区）

- 原吉郎（新潟3区）
- 池田敬八（三重2区）
- 田中祐四郎（京都2区）
- 竹田儀一（大阪2区）
- 藤井啓一（山口1区）

- 谷原公（徳島1区）
- 川淵洽馬（高知2区）
- 松田源治[注釈 2]（大分1区）

立憲政友会
24名
- 梅村大（青森1区）
- 杉本国太郎（秋田1区）
- 鈴木安孝[注釈 3]（秋田1区）
- 佐藤庄太郎（福島3区）
- 鳩山秀夫（千葉2区）

- 国枝捨次郎（東京4区）
- 渡辺幸太郎（新潟2区）
- 山本荘一郎（長野2区）
- 楠基道（岐阜2区）
- 平井信四郎（岐阜3区）

- 仁田大八郎（静岡2区）
- 田中貞二（愛知3区）
- 堀川美哉（三重1区）
- 後藤脩（三重2区）
- 磯部清吉（京都2区）

- 多木久米次郎（兵庫3区）
- 横山泰造（岡山1区）
- 庄晋太郎（山口1区）
- 森昇三郎[注釈 4]（愛媛2区）
- 白城定一（愛媛3区）

- 実岡半之助（福岡2区）
- 林田操（福岡4区）
- 田口文次（佐賀2区）
- 村田虎之助（熊本1区）

国民同盟
3名
- 福田虎亀（山梨全県区）
- 中川観秀（長崎1区）
- 深水清（熊本2区）

### 落選
計111名
立憲民政党
11名
- 高橋寿太郎（岩手1区）
- 猪股謙二郎（秋田2区）
- 高橋義次（東京1区）
- 大神田軍治（東京1区）
- 後藤亮一（岐阜2区）

- 海野数馬（静岡1区）
- 岸衛（静岡2区）
- 井上剛一（静岡3区）
- 本田弥市郎（大阪4区）
- 藤田若水（広島1区）

- 小河虎彦（山口2区）

立憲政友会
79名
- 寿原英太郎（北海道1区）
- 丸山浪弥（北海道1区）
- 田中喜代松（北海道2区）
- 板谷順助（北海道4区）
- 松尾孝之（北海道4区）
- 山本市英（北海道4区）
- 松実喜代太（北海道4区）
- 木下成太郎（北海道5区）
- 広瀬為久（岩手2区）
- 星廉平（宮城2区）
- 戸田虎雄（山形1区）
- 小島智善（福島2区）
- 葉梨新五郎（茨城1区）
- 上野基三（栃木2区）
- 増田金作（群馬1区）
- 木暮武太夫（群馬2区）

- 門田新松（埼玉3区）
- 竹沢太一（千葉3区）
- 野方次郎（神奈川1区）
- 鈴木喜三郎（神奈川2区）
- 鈴木英雄（神奈川3区）
- 川手甫雄（山梨全県区）
- 大崎清作（山梨全県区）
- 竹内友治郎（山梨全県区）
- 本田義成（東京1区）
- 伊藤仁太郎（東京3区）
- 三上英雄（東京5区）
- 坂本一角（東京7区）
- 田辺熊一（新潟1区）
- 出塚助衛（新潟2区）
- 加藤知正（新潟3区）
- 高橋金治郎（新潟3区）

- 鈴木義隆（新潟4区）
- 高見之通（富山1区）
- 青山憲三（石川2区）
- 山本慎平（長野1区）
- 小川平吉（長野3区）
- 有馬浅雄（長野3区）
- 高橋保（長野4区）
- 匹田鋭吉（岐阜1区）
- 佐竹直太郎（岐阜2区）
- 小笠原三九郎（愛知4区）
- 近藤寿市郎（愛知5区）
- 清水銀蔵（滋賀全県区）
- 仙波久良（滋賀全県区）
- 鷲野米太郎（京都1区）
- 中野種一郎（京都2区）
- 水島彦一郎（京都3区）

- 板野友造（大阪1区）
- 沼田嘉一郎（大阪2区）
- 青田勝晴（大阪3区）
- 原惣兵衛（兵庫4区）
- 福井甚三（奈良全県区）
- 木本主一郎（和歌山1区）
- 世耕弘一（和歌山2区）
- 矢野晋也（鳥取全県区）
- 沖島鎌三（島根2区）
- 大山斐瑳麿（岡山1区）
- 則井万寿雄（岡山2区）
- 森田福市（広島3区）
- 米田規矩馬（広島3区）
- 保良浅之助（山口1区）
- 伊藤皆次郎（徳島2区）
- 上原平太郎（香川1区）

- 中谷貞頼（高知1区）
- 依光好秋（高知2区）
- 原口初太郎（福岡1区）
- 吉田鞆明（福岡1区）
- 宮川一貫（福岡1区）
- 貝谷真孜（福岡3区）
- 高倉寛（福岡3区）
- 向井倭雄（長崎1区）
- 塩月学（大分1区）
- 水久保甚作（宮崎全県区）
- 渡辺与七（宮崎全県区）
- 天辰正守（鹿児島2区）
- 崎山嗣朝（沖縄全県区）
- 金城紀光（沖縄全県区）
- 竹下文隆（沖縄全県区）

昭和会
7名
- 中野寅吉（福島2区）
- 伊坂秀五郎（三重1区）
- 長田桃蔵（京都2区）
- 畑七右衛門（兵庫5区）
- 難波清人（岡山1区）

- 渡辺伍（広島2区）
- 樋口典常（福岡3区）

社会大衆党
1名
- 小池四郎（福岡4区）

国民同盟
7名
- 佐藤理吉（山形2区）
- 栗原彦三郎（栃木2区）
- 中村継男（東京6区）
- 鷲沢与四二（長野2区）
- 戸田由美（長野3区）

- 森峰一（佐賀2区）
- 中田正輔（長崎2区）

諸派
1名
- 松谷與二郎（東京6区）

中立
5名
- 岡本一巳（栃木1区）
- 長島隆二（埼玉2区）
- 朴春琴（東京4区）
- 須之内品吉（愛媛1区）
- 津崎尚武（鹿児島3区）